# 7922 Violalaurenti
A 7922 Violalaurenti (ideiglenes jelöléssel (7922) 1983 CO3) a Naprendszer kisbolygóövében található aszteroida. Henri Debehogne és Giovanni de Sanctis fedezte fel 1983. február 12-én.